# Kviddtjärnen (Färnebo socken, Värmland, 663885-139670)
Kviddtjärnen är en sjö i Filipstads kommun i Värmland och ingår i Göta älvs huvudavrinningsområde.